# Страговський стадіон
Страговський стадіон (чеськ. Velký strahovský stadion) — стадіон на вершині Страговського пагорба в чеському місті Празі. За деякими джерелами, він має найбільшу в світі площу поля (63 000 м²), а трибуни можуть вмістити понад 220 000 глядачів. Був однією з найвідоміших у Чехословаччині будовою із залізобетонних панелей, будівництво зробило внесок у розробку технологій сучасного будівництва. Основним призначенням було проведення зльотів Сокільського руху.

## Історія
Будівництво першого дерев'яного стадіону на цьому місці було розпочато в 1926 році для проведення VIII Всесокільского зльоту. Автором проєкту був Алоїс Дриак. Через 6 років стадіон був модернізований для проведення IX Всесокільского зльоту. На обох зльотах був присутній президент Чехословаччини Томаш Масарик. Пік відвідуваності арени припав на липень 1938 року, коли на стадіоні, відомому в той час як Масариків державний стадіон, пройшов X Всесокільский зліт.

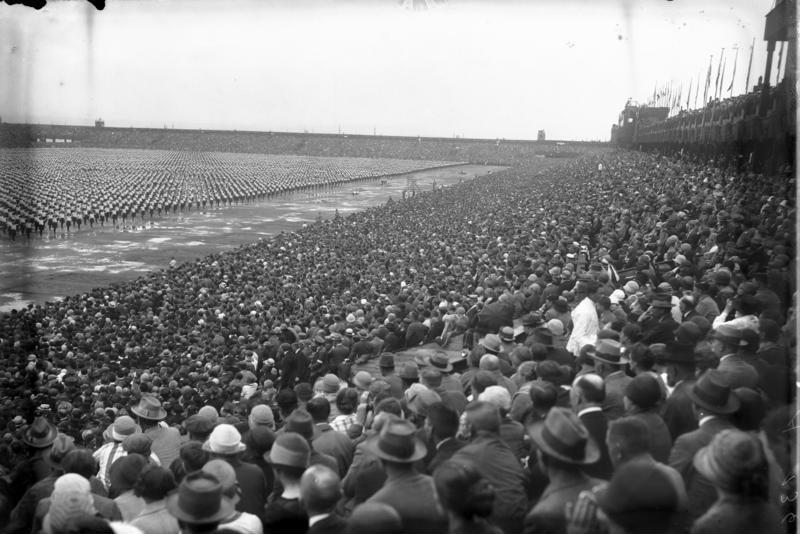
Всесокільский зліт 1932 року

Після Другої світової війни стадіон розширювали в 1947, 1948 і 1975 роках. У той час арена набула сучасного вигляду. На стадіоні проходили національні і чехословацькі спартакіади, виняток склав лише 1970 рік, коли в результаті придушення Празької весни було здійснено введення в Чехословаччину військ країн Варшавського договору. Остання соціалістична спартакіада пройшла в 1985 році, а запланована на 1990 рік — не була проведена. Перший масштабний спортивний захід Чехії, XII Всесокольский зліт пройшов за участю президента Вацлава Гавела в 1994 році. Подальші спартакіади (2000, 2006, 2012 року) проводяться на стадіоні Евжена Рошицького.
18 серпня 1990 року тут проходив один з найбільших рок-концертів Rolling Stones: його відвідало приблизно 110 000 осіб, включаючи президента країни Вацлава Гавела. Після Оксамитової революції 1989 року ця будівля тривалий час не використовувалося, що призвело до аварійного стану, на полі почали рости дерева та бур'яни. Був розроблений ряд проектів знесення будівлі, але в кінці було вирішено зберегти будівлю. На початку XXI століття з фінансовою допомогою міської адміністрації футбольний клуб «Спарта» провів реконструкцію, в результаті якої поле було поділене на 7 футбольних полів стандартного розміру поля для міні-футболу, в тому числі з штучними газонами. Також існували плани реконструкції стадіону в разі проведення Олімпіади 2016 року в Празі, але празька заявка не вийшла у фінал. Також розглядаються можливості знесення більшості будівель на вершині Страговського пагорба (стадіону і гуртожитків ЧВУТ) для забудови елітною нерухомістю, готелями й торговельними центрами, так як з пагорба відкривається гарний вид на історичний центр Праги, висока транспортна доступність та район межує з рядом празьких пам'яток: Петршинська вежа, Страговський монастир, район Мала Страна і ін
По сусідству зі стадіоном розташований найбільший у Чехії кампус студентських гуртожитків Чеського технічного університету, які спочатку були побудовані в 1970-х роках для потреб стадіону.

## Концерти
- Rolling Stones — 18 серпня 1990 і 5 серпня 1995 року, 110 і 127 тисяч відвідувачів
- Guns N' Roses — 20 травня 1992, 60 тисяч глядачів
- Bon Jovi — 4 вересня 1993
- Aerosmith — 27 травня 1994
- Pink Floyd — 7 вересня 1994, 115 тисяч глядачів
- U2 — 14 серпня 1997, 75 тисяч глядачів
- AC/DC — 12 червня 2001, 25 тисяч глядачів
- Ozzfest — 30 травня 2002, 30 тисяч глядачів.

## Параметри
- Трибуни: 220 000 місць, з них 56 000 сидячих
- Розмір: 310,5×202,5 м
- Площа: 62 876 м²